# Los Siervos del Mal
Los siervos del mal es un controversial episodio de la serie de antología mexicana Mujer, casos de la vida real. Este narra el alcance que pueden llegar a tener algunos grupos sectarios en personas vulnerables. Fue producido por Televisa y emitido originalmente en el año 2001.

## Argumento
El señor Nacho, es un líder religioso que llega a la fonda de Efrén y su esposa, un matrimonio asentado en un pueblo aledaño a San Luis Potosí, México. Se presenta ante estos como un “Siervo de Dios” que predica la palabra. Inicialmente, solicita el servicio como comensal y genera en primera instancia una buena impresión a la pareja, ya que mientras espera por la comida aparenta representar a Jesús y sus Doce Apóstoles.
Al terminar sus alimentos, la mujer revela al grupo que padece diabetes. Estos comienzan a orar por su salud. —Alabado sea el Señor… Hosanna. Pero la oración se detiene abruptamente cuando el líder fija su mirada en una imagen religiosa y le asegura que “por eso” está enferma. Él —de aparente fe cristiana— le ordena retirar sus imágenes de culto como: San Martín de Porres, luego decide pernoctar en el lugar. El señor Nacho nota de inmediato la vulnerabilidad mental del esposo y aprovecha su poder de convencimiento para generar un conflicto de creencias religiosas entre la pareja. Asimismo, Efrén se convence desde el primer instante de que el grupo “los eligió” a ellos para asentarse en su hogar. 
No así con la esposa, en quien percibe su “falta de fe” y a quien intenta convencer de unírseles. Asegurándole que su casa fungirá como “Templo de Dios” y que en un futuro sufrirán de “persecución”. Sin embargo, la mujer es reacia a sus argumentos y cuestiona al líder sobre el aspecto económico, imprescindible para ella. 
Con el paso de los días, la latría se expande en el pueblo elegido y durante uno de los cultos el señor Nacho pide a sus seguidores una ofrenda, luego de citar un versículo. Generando una molestia evidente en la esposa de Efrén al negarse a realizarla. En represalia, el pastor asegura a los creyentes que ella está “poseída” por un demonio, que a su vez contagia a las demás mujeres presentes en el lugar y argumenta que la única solución es golpearlas para que la entidad maligna desaparezca. 
Al día siguiente, el pastor le comunica a Efrén que tuvo “una revelación” y le pide que se una a ellos como apóstol. Efrén le agradece y aprovecha la oportunidad para que puedan orar a favor de Ponciano —un conocido del pueblo—, quien está muy enfermo de cáncer. Moribundo, es llevado ante la presencia del grupo y en su lecho de muerte es convencido para que ceda sus propiedades a cambio de la sanación. El grupo logra su cometido y Ponciano firma un documento. Entre tanto, el líder sectario menciona que la “poca fe” del círculo social del enfermo y la propia rama de la medicina “lo están matando”. Por tanto, ordena que lo dejen pasar la noche a solas, como “una prueba de fe”.
Horas después, Efrén comunica a su esposa que Ponciano ha fallecido. Pero la mujer deja en claro que fue realmente el señor Nacho quien aceleró su muerte, provocando el disgusto del hombre. Cegado discute con su esposa y le asegura que él es un “Santo” y ella está “poseída”, por tanto, cree necesario golpearla para “hacerla entrar en razón”. Acto seguido, son interrumpidos por el pastor, quien nota en el suelo una imagen de la Virgen de Guadalupe cuestionando a la mujer. —¿Por qué traes ídolos a este Templo?, a lo que ella responde —Porque es mi fe y esta es mi fonda, exigiéndole que se vaya de su casa. Enfurecido ordena al esposo golpearla. —Quiero que su sangre purifique sus ofensas, dice, y en un acto irracional obedece. 
Tiempo después, el grupo sectario abandona el lugar. Efrén, convencido por el culto, se une a los apóstoles y parten juntos para ir a vivir en la casa del fallecido Ponciano. Su esposa, en un último intento por salvar su matrimonio, intenta convencerlo de que no se vaya, citándole que se encuentra muy enferma. Pero este responde: —Estás enferma por tus pecados… Tú eres un demonio que se metió en esta casa y un día voy a sacarte de aquí para regocijo del Señor. El señor Nacho aparece en escena por última vez, respondiendo ambos —“Amén”.
La mujer asiste al ministerio público y denuncia que durante el lapso en que los acogió fue víctima de maltrato. Además, atestigua los fraudes y las prácticas sectarias del mismo. Sin embargo, se da cuenta del control mental ejercido sobre el pueblo cuando uno de los miembros del grupo aparece en el lugar y el propio agente le responde con una connotación religiosa. Concluyendo así que estos la seguían vigilando de cerca y que la justicia apoyaba a la secta. 
Finalmente, atemorizada, abandona su hogar para vivir temporalmente en la casa de una sobrina.

## Reparto
- Joana Brito como: Esposa de Efrén
- Manuel Landeta como: Señor Nacho (líder de la secta)
- Manuel "Flaco" Ibáñez como: Efrén
- Pedro Romo como: Agente de ministerio Público
- Gina Pedret como: ayudante de la esposa de Efrén